# 플라트베르기움 세리케움
플라트베르기움 세리케움(Sphagnales)은 물이끼강에 속하는 이끼의 일종이다. 플라트베르기움과(Flatbergiaceae)와 플라트베르기움속(Flatbergium)의 유일종이다. 이전에는 물이끼속에 포함시켰지만 현재는 별도의 속으로 분류하고 있다.